# Nyizsnyij Lomov-i járás
A Nyizsnyij Lomov-i járás (oroszul Нижнеломовский район) Oroszország egyik járása a Penzai területen. Székhelye Nyizsnyij Lomov városa.

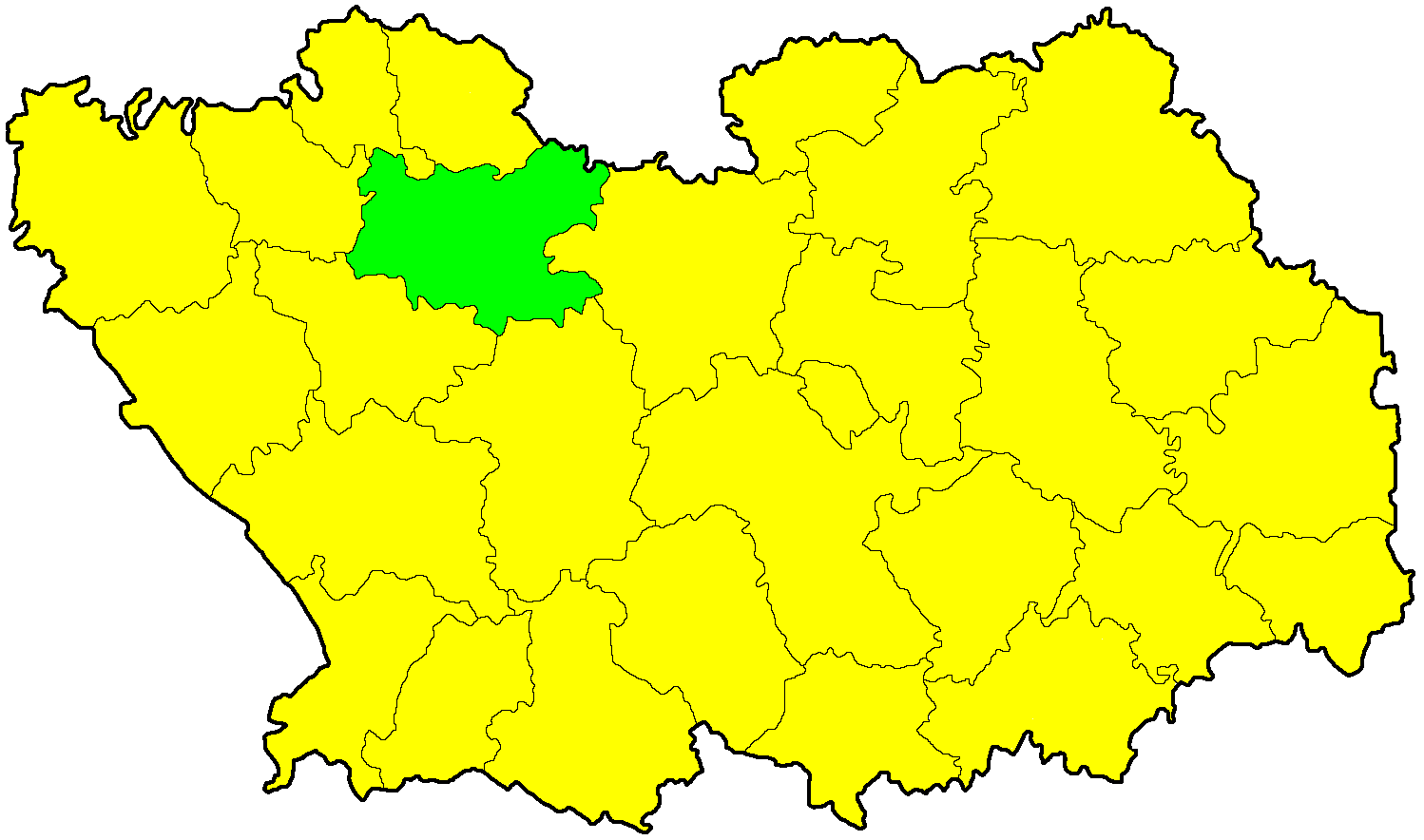
A Nyizsnyij Lomov-i járás a Penzai területen

## Népesség
A járás lakosságának száma erősen csökken.
- 1989-ben 52 158 lakosa volt.
- 2002-ben 46 540 lakosa volt, melynek 75%-a orosz, 10%-a mordvin, 8%-a tatár, 5%-a ukrán.
- 2010-ben 42 024 lakosa volt, melynek 97,8%-a orosz.